# Nicolae Ciucă
Nicolae Ionel Ciucă (Plenița, 7 de febrero de 1967) es un militar retirado y político rumano. Actualmente se desempeña como presidente del Senado desde 13 de junio de 2023. Previamente se desempeñó como primer ministro de Rumania entre el 25 de noviembre de 2021 y 12 de junio de 2023.
Ciucă ha participado en las guerras de Afganistán e Irak. Fue jefe del Estado Mayor rumano de 2015 a 2019 y, desde el 4 de noviembre de 2019 hasta el 25 de noviembre de 2021 fue Ministro de Defensa. Dirigió brevemente un gobierno interino entre el 7 y el 23 de diciembre de 2020, a raíz de la dimisión del primer ministro Ludovic Orban. El 21 de octubre de 2021, fue nombrado por el presidente Klaus Iohannis para formar un nuevo gobierno, tras la disolución del gabinete de Florin Cîțu y el fracaso de Dacian Cioloș a formar un gobierno.

## Primeros años y carrera militar
Nació en Plenița, una comuna del Distrito de Dolj. Se graduó en el Liceo Militar "Tudor Vladimirescu" en Craiova en 1985 y en la Academia de Fuerzas Terrestres Nicolae Bălcescu en Sibiu en 1988.
Durante su carrera militar, participó en misiones en Afganistán, Bosnia y Herzegovina e Irak. De 2001 a 2004 fue comandante del 26 ° Batallón de Infantería (también conocido como Red Scorpions), con el que participó en la Operación Libertad Duradera en Afganistán y la Operación Antigua Babilonia en Irak. En mayo de 2004, en Nasiriya, Irak, dirigió a las tropas rumanas en un enfrentamiento armado, supuestamente la primera batalla en la que los rumanos eran "combatientes activos" desde la Segunda Guerra Mundial. Fue ascendido al rango de General el 25 de octubre de 2010.
En 2015, reemplazó a Ștefan Dănilă  como jefe del Estado Mayor rumano. Su puesto de cuatro años en este cargo fue extendido por otro año por el presidente rumano Klaus Iohannis en 2018. Esto provocó un conflicto entre Iohannis, la primera ministra Viorica Dăncilă y el entonces ministro de Defensa Gabriel-Beniamin Leș, que tenía la intención de reasignar el cargo.

## Carrera política
El Partido Nacional Liberal (PNL) propuso a Ciucă como ministro de Defensa del primer gabinete de Ludovic Orban. Fue transferido a reserva el 28 de octubre de 2019, siendo sucedido como jefe del Estado Mayor rumano por Daniel Petrescu. Se convirtió en ministro de Defensa de Rumanía el 4 de noviembre de 2019. En octubre de 2020, se unió al Partido Nacional Liberal para presentarse al Senado de Rumania en las próximas elecciones legislativas y fue elegido.
El 7 de diciembre de 2020, tras la dimisión del primer ministro Ludovic Orban, Iohannis lo nombró primer ministro en funciones. Dirigió el gobierno provisional hasta que se formó un nuevo gobierno de coalición bajo Florin Cîțu el 23 de diciembre como consecuencia del resultado de las elecciones legislativas rumanas de 2020.
Sin embargo, después de que el gabinete de Cîțu se disolviera mediante una moción de censura el 5 de octubre de 2021, Iohannis nombró a Ciucă como primer ministro el 21 de octubre de 2021. Mientras que la Unión Democrática de Húngaros en Rumania (UDMR) aceptó rápidamente un gobierno minoritario con el PNL, el Partido Socialdemócrata (PSD) ofreció apoyarlo temporalmente durante la pandemia de COVID-19 a cambio de acordar 10 medidas. Presentó su gobierno el 29 de octubre. Al no conseguir el apoyo del PSD o de la Unión Salvar Rumanía (USR), renunció a formar gobierno el 1 de noviembre.
Ciucă fue nominado nuevamente como primer ministro el 22 de noviembre de 2021 y fue confirmado por el parlamento el 25 de noviembre después de recibir 318 votos a favor. Prestó juramento horas después.

## Honores
Ciucă ha recibido la Orden Nacional del Mérito de Francia y la Orden Nacional del Mérito de Rumania. En 2019 recibió la Orden de la Estrella de Rumania. En 2020, el embajador estadounidense Adrian Zuckerman le otorgó la Legión al Mérito.

## Vida personal
Ciucă está casado y tiene un hijo.